# Leopoldia gussonei
Leopoldia gussonei är en sparrisväxtart som beskrevs av Filippo Parlatore. Leopoldia gussonei ingår i släktet Leopoldia och familjen sparrisväxter. IUCN kategoriserar arten globalt som starkt hotad. Inga underarter finns listade i Catalogue of Life.